# Sol Invictus
Sol Invictus ("Legyőzhetetlen Nap") a késői Római Birodalom hivatalos napistene és a katonák védnöke volt. 274. december 25-én Aurelianus római császár hivatalos vallássá tette a hagyományos római kultuszok mellett.

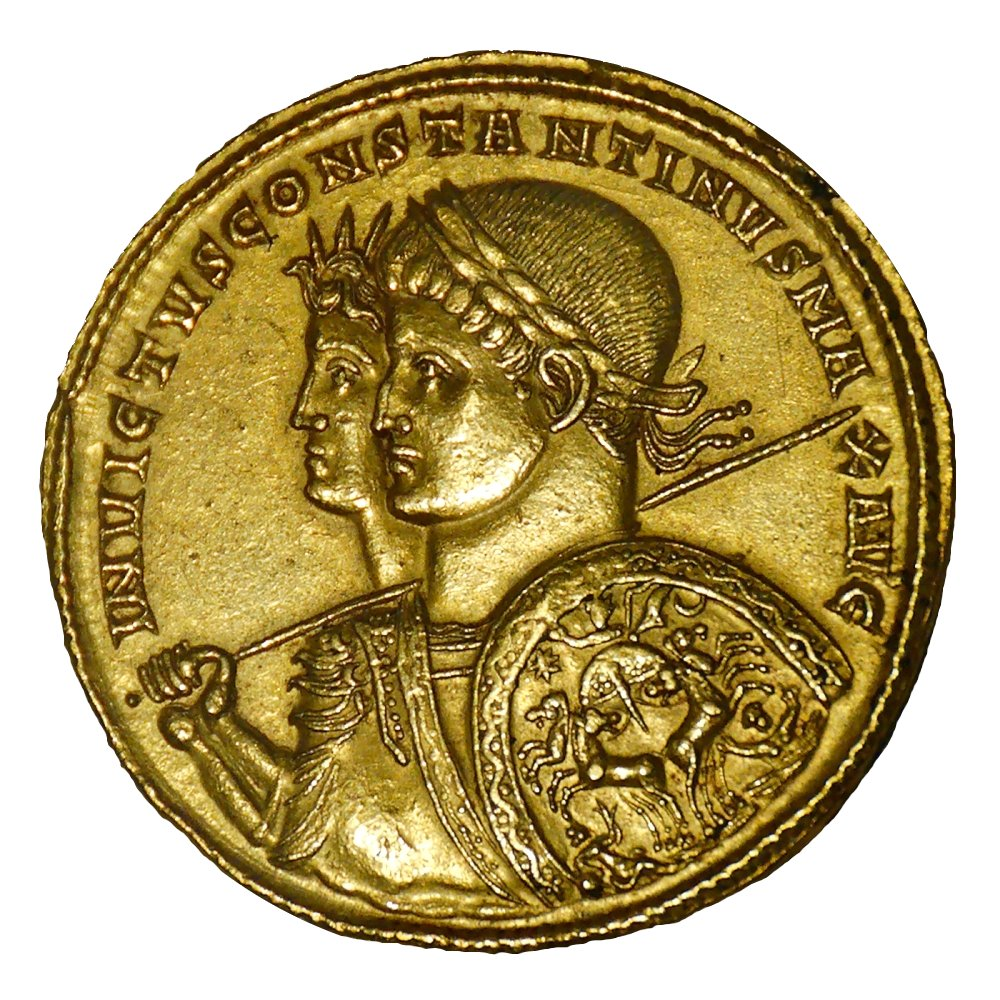
I. Constantinus a Sol Invictus képviseletében egy érméjén

A történészek nem értenek egyet abban, hogy az új istenség az ősi latin Sol- kultusz  újragondolása volt-e, az Elagabalus- kultusz újjáélesztése  vagy teljesen új kultusz. A napisten kultuszát Aurelianus után a császárok kedvelték és érmeiken egészen I. Constantinus uralkodásáig megjelent. Konstantinápolyban I. Constantinus császár felállíttatta a napisten szobrát, amelynek arcvonásai az övét viselték. A Sol Invictusra utaló utolsó felirat 387-ben volt.
Az I. nikaiai zsinat (325) hogy e - széles néptömegek által ünnepelt - "pogány" ünnepnapot ellensúlyozza, Krisztus születésének a napját tette december 25-re. A kultuszának még az 5. században is annyi híve volt, hogy Hippói Ágoston keresztény teológus szükségesnek találta, hogy prédikáljon ellenük.

## Fordítás
Ez a szócikk részben vagy egészben  a   Sol Invictus című angol Wikipédia-szócikk ezen változatának fordításán alapul.  Az eredeti cikk szerkesztőit annak laptörténete sorolja fel. Ez a jelzés csupán a megfogalmazás eredetét és a szerzői jogokat jelzi, nem szolgál a cikkben szereplő információk forrásmegjelöléseként.